# Проступок
Просту́пок — общественно вредное деяние (действие или бездействие), посягающее на установленные законами или подзаконными актами общественные отношения, отличающееся небольшой общественной опасностью и запрещённое каким-либо нормативным правовым актом (например, Кодексом об административных правонарушениях) под угрозой наказания.
Проступки — обобщённое название видов правонарушений, имеющих меньшую общественную опасность по сравнению с преступлением.

## Виды проступков
- Гражданско-правовой проступок — правонарушение, совершенное в сфере имущественных и таких неимущественных отношений, которые представляют для человека духовную ценность.
- Административный проступок — противоправное, виновное (умышленное или неосторожное) действие либо бездействие должностного лица, посягающее на личность, права и свободы человека и гражданина, здоровье и санитарно-биологическое благополучие населения, общественную нравственность, окружающую среду, установленный порядок осуществления государственной власти, общественный порядок и общественную безопасность, собственность, законные экономические интересы физических и юридических лиц, общество и государство, за которое законодательством предусмотрена административная ответственность.
- Дисциплинарный проступок — противоправное, виновное неисполнение, или ненадлежащее исполнение работником возложенных на него трудовых обязанностей, влекущее за собой применение дисциплинарного или общественного воздействия, а также иных мер правового воздействия, предусмотренных в законодательстве о труде.